# Andrea Ropero
Andrea Ropero Ferris (Binaced, Huesca; 6 de julio de 1983) es una periodista española.

## Trayectoria profesional
Estudió periodismo en Barcelona. Comenzó su vida laboral trabajando en El Periódico de Aragón y posteriormente trabajó en El Periódico de Cataluña, desde donde pasó a La Sexta para presentar La Sexta noche.
En 2015, fue la presentadora elegida por la cadena de televisión La Sexta, para presentar las campanadas junto a Alberto Chicote.
En 2019 dejó La Sexta noche, ocupando su puesto Verónica Sanz y pasó a formar parte del equipo de El intermedio. En dicho programa, ejerce de reportera de calle especializada en información política, puesto que hasta entonces ocupaba Fernando González «Gonzo».

## Vida personal
Actualmente, es la pareja de Iñaki López con quien copresentó La Sexta noche entre 2013 y 2019. Antes de emprender la relación con su actual marido, estuvo casada durante un año.
En septiembre de 2017, la pareja tuvo su primer hijo, al que llamaron Roke.